# Benoît Rainteau
Benoit Rainteau est un gardien international de rink hockey vendéen, né à La Roche-sur-Yon le 7 janvier 1984. Il est un ancien gardien de La Vendéenne La Roche sur Yon ayant mis fin à sa carrière en 2017.

## Biographie
Rainteau a connu le rink-hockey grâce à son frère Xavier. Il a été formé au club de La Vendéenne La Roche sur Yon où il a toujours joué. C'est avec ce club qu'il a remporté son premier trophée, devenant champion de France benjamins en 1997. Il est depuis décembre 2006 infirmier au Centre Hospitalier Spécialisé Georges Mazurelle à La Roche-sur-Yon. Le gardien a joué sa première sélection en équipe de France en 2007, lors de la Coupe des Nations. Il a depuis été sélectionné 50 fois.
Le 22 novembre 2011, l'émission Visages du Sport consacrée chaque fois à un sportif et diffusée sur TV Vendée portait sur Benoît Rainteau.

## Palmarès

### En club
- Vainqueur du Championnat de France en 2003, 2004, 2005, 2007, 2016 et 2017.

- Deuxième du Championnat de France en 2006 et 2014.

- Vainqueur de la Coupe de France en 2002, 2006, 2007, 2011 et 2014 et 2016.

### En équipe nationale
- Troisième des Championnats d'Europe en 2010
- Septième des Championnats du Monde 2011 à San Juan, Argentine

## Liens Externes
- Benoît Rainteau sur le site du HoqueiPatins.cat (ca)